# Deák Leó
Deák Leó (Kula, 1888. január 14. – Újvidék (?), 1945. november 26.) jogász, politikus.

## Élete

### Családja, tanulmányai
Édesapja Deák Béla (1843–1896) iskolaigazgató; édesanyja Schnegon Gizella óvónő (1853–1894) volt Kulán. Négyen voltak testvérek: bátyjai Béla, és Vilmos; húga Petronella. – 1898-tól Kalocsán a jezsuita érseki főgimnáziumban tanult. 1906-ban érettségizett. – A Budapesti Kereskedelmi Akadémia elvégzése után, a Budapesti Magyar Királyi Tudományegyetem jogi karán doktori oklevelet és ügyvédi képesítést szerzett. – Az első világháborúban frontszolgálatot teljesített, hadnaggyá lépették elő (1917). Leszerelése után ügyvédi irodát nyitott Zomborban (1918).

### A Jugoszláv Királyságban
Aktívan részt vett az Országos Magyar Párt programjának kidolgozásában. A zentai megalakulás (1922. szeptember 17.) után politikai tevékenységüket a Szerb-Horvát-Szlovén (majd Jugoszláv) Királyság egész területére ki kívánták terjeszteni. Előbb a Magyar Párt egyik titkári (1922–1924), majd alelnöki feladatait látta el. A Párt első feloszlatása (1924), és újbóli működési engedélyezését követően (1925) mintegy 30 magyar közművelődési egyesületet alapított. – A Bácskai Tartományi Gyűlés képviselője volt (1927–1929). A gyülekezési jogról rendelkező törvény megsértése miatt a zombori városi rendőrség két társával együtt rövid időre letartóztatta (1934. április 6.), de politikai harca eredményeként megnyílt a belgrádi magyar tanítóképző (1934); felépült az önálló magyar diákotthon és nevelőintézet (1938). A magyarság szempontjából kedvezőbb belpolitikai helyzetben sikerült elérni, hogy az évek óta húzódó, folyamatos küzdelmet jelentő törekvései megvalósultak: a jugoszláv kormány jóváhagyta a magyar közművelődési egyesületek alapszabályait, megszűnt a gyerekek kötelező névelemzése és a szülök dönthettek arról, hogy gyermekeik iskoláztatását milyen nyelven kívánják megtenni (1940). – A különböző országokban élő kisebbségi népcsoportok problémáival foglalkozó Népszövetségi Ligák Uniója kongresszusán Genfben három alkalommal képviselte a jugoszláviai magyar kisebbség érdekeit, európai nemzetiségi kongresszusokon vett részt (1925; 1926; 1928; 1929; 1930; 1931; 1932; 1934; 1936; 1937; 1938). Ezeken a rendezvényeken sikerült kapcsolatot találnia a Trianoni békeszerződés következtében kialakult államok magyar nemzeti kisebbségei vezetőivel.
A Hírlap című szabadkai (1923) és a zombori Friss Újság napilap, illetve Bácskai Újság hetilap alapítója (1929). – Politikai, irodalmi és társadalmi cikkei jelentek meg a Kalangyában.

### A Magyar Királyságban (1941–1944)
A Délvidék Magyarországhoz történt visszacsatolását (1941. április 11.) követően Zomborban az ún. ötös bizottság vezetőjeként segítette a város pacifikálását. A katonai közigazgatást megszüntetése után a polgári közigazgatás bevezetésével (1941. augusztus 15.) egyidőben a trianoni békeszerződés előtti közigazgatási rendszernek megfelelő Bács-Bodrog vármegye és Zombor (1941. augusztus 13.–1944. április 6.), majd Újvidék város főispánja (1943. december 1.–1944. április 6.). Mérsékelt konzervatív politikusként igyekezett a megye területén fellépő szélsőséges megnyilvánulások (dobrovoljácok irányában kiéleződött indulatok, a német volksbundisták követelései) ellen fellépni, a megye nemzetiségeinek békés együttélését segíteni. Amikor Zomborban az újvidéki fegyveres vérengzésről tudomást szerzett azonnal igyekezett Budapestet elérni. Sikerült túljutnia a kijárási tilalom alatti területen és tájékoztatása hozzájárult ahhoz, hogy Keresztes-Fischer Ferenc belügyminiszter intézkedésével leállította a razziát. A parlament alsóházában a jobboldal szélsőségesei súlyosan támadták az újvidéki eseményekkel foglalkozó országgyűlési vitában, mert a vérengzésről elmarasztalóan nyilatkozott (1942. június 17. és 1942. november 10.). (Az ország német megszállását követően (1944. március 19.) a Gestapo letartóztatta és Budapestre vitte. 1 hétig a Gestapo fogja volt, azt követően 5 hétig internálták; főispáni kinevezését visszavonták. A német megszállástól kezdve sem közigazgatási, sem politikai munkát nem végzett. (A megyei főispán Piukovics József (beiktatása: 1944. május 24.), míg Újvidék főispánja – az előzőleg már volt – Fernbach Péter lett.

### Halála
A második világháború befejezését követően Budapesten jelentkezett a szovjet katonai hatóságoknál, de azok nem tartóztatták le, hanem a magyar szervektől történő kikérés, majd későbbi tájékoztatás nélkül, ismeretlenek (valószínű jugoszláv partizánok) el/kivitték Budapestről, Magyarországról, és Újvidéken jugoszláv bíróság elé állították. 
Az ügyészség a magyar megszállás alatt elkövetett bűncselekményekkel és azzal vádolta dr. Deákot és társait, hogy értelmi szerzői voltak az elkövetett bűncselekményeknek, megszervezői és előkészítői a vérengzéseknek, amelyeknek tízezrek voltak áldozatai; a csendőr- és rendőrtiszteket a bűncselekmények végrehajtásával, emberkínzásokkal, gyilkosságok tízezreivel, jogfosztásokkal és fosztogatásokkal vádolták…  
Deákot, három másik társával együtt, golyó általi halálra ítélték (1945. november 1.). A Jugoszláv Legfelsőbb Bíróság katonai tanácsa elvetette a vádlottak fellebbezését és helybenhagyta az ítéleteket (1945. november 16.). A kegyelemi folyamodványt az Ideiglenes Nemzetgyűlés Elnöksége, elutasította. – A golyó általi ítéletet végrehajtották (1945. november 26. hajnal).– Temetésének körülménye (sírja?) ismeretlen.
– Halála ügyében perújrafelvétel nem történt.

## Írásaiból
- Abrüstung, Sicherheit und die Ungelöstheit der Nationalitätenfrage (Leszerelés, biztonság és a nemzetiségi kérdés megoldatlan volta) – Sitzungsbericht des Kongresses der organisierten nationalen Gruppen in den Staaten Europas– Wilhelm Braumüller Verlag, Wien–Leipzig (SKNG), 1931. 105–109. o.
- A szellem küzdelmei a Délvidéken – Kalangya, 1943. 146–147. o. [ Szenteleky Kornél és a Szenteleky Társaság érdemei] – Hozzáférés: 2013. október 19.
- A visszatelepítés – Kalangya, IX. évfolyam (1940) 2–3. szám, 49–57. o. – A hozzáférés ideje: 2012. július 17.
- Das Lebensrecht der Volksgruppen in den Staaten Europas (A népcsoportok élethez való joga Európa államaiban) – SKNG. 1936. 24–30. o.
- Gleichberechtigung im Wahlrecht und seiner Ausübung (Egyen jogúság a választójogban és annak gyakorlásában) – SKNG. 1926. 110–114. o., 1929. 3–61. o.
- A kisebbségi kérdés megvilágítása– Kalangya, VIII. évfolyam (1939. június) 6. szám. – A hozzáférés ideje: 2012. július 17.
- Magyar iskolaügyünk a jugoszláv uralom idején. – In: A visszatért Délvidék – szerkesztő: Csuka Zoltán – Halász Irodalmi és Könyvkiadó, Budapest, 1941. 27–36. o.
- Stellungnahme zum polnischen Antrag auf Abschluß einer universellen Minderheitenschutzkonvention (Állásfoglalás az univerzális kisebbségvédelmi konvenció megkötésére vonatkozó lengyel javaslathoz) – SKNG. 1934. 55–57. o.

## Kiegészítő információk
- Cseres Tibor: Hideg napok; Vérbosszú Bácskában – Lagzi Könyvkiadó, Szeged, 2014. 398 p. – ISBN 978-963-267-245-8
- Dél Felé!1941 A Délvidék visszafoglalása... – Hozzáférés: 2018. június 24.
- Délvidéki képek 1941-1942 – A hozzáférés ideje: 2018. június 24.
- 1942 január–februári tél – A hozzáférés ideje: 2012. július 17.
- Tél az erőben, 1942. – A hozzáférés ideje: 2012. július 16.
- Évforduló – 1942. április – A hozzáférés ideje: 2012. július 17.
- Hideg napok – 1. – A hozzáférés ideje: 2018. június 24.
- A Délvidék képviselői – 1942. február 9. – A hozzáférés ideje: 2012. július 17.
- Kúla, 1942 – A hozzáférés ideje: 2012. július 17.
- Leventeavató Zomborban
- Nemzetvédelminap Zomborban
- Jelöletlen tömegsírok – A hozzáférés ideje: 2012. július 17.